# CBU-87 CEM
ЦБУ-87 ЦЕМ (енгл. Cluster Bomb Unit-87 Combined Effects Munition - касетна бомба тип 87, муниција са комбинованим ефектима) је касетна бомба коју користи Ратно ваздухопловство САД.
ЦБУ-87 су развиле компаније енгл. Aerojet General и енгл. Honeywell. Уведена је у оперативну употребу 1986. године, као замена за раније типове касетних бомби који су коришћени током Вијетнамског рата. Када се користи ЦБУ-87 заједно са системом кориговања ветра за усмеравање муниције, онда то оружје постаје далеко прецизније и његова унапређена верзија има ознаку ЦБУ-103.
Постоје више варијанти ЦБУ-87, као на пример ЦБУ-87/Б; ЦБУ-87А/Б; ЦБУ-87Б/Б као и варијанта ЦБУ-87Т, ова задња варијанта служи за вежбу и тестирање бомбе. Овде у тексту ће се генерално говорити о касетној бомби ЦБУ-87, без много објашњења шта која варијанта значи. Само још да напоменем да је у варијантама јако мала разлика те је беспредметно их детаљно објашњавати. Само укратко да објасним, једна од тих варијанти има појачано фрагментационо дејство бомбе намењено превасходно за дејство по живој сили. Друга варијанта има појачан кумулативни млаз и намењена је превасходно за уништавање лако оклопљених возила, па и живе силе ако се нађу у близини. А трећа варијанта је нека комбинација прве две варијанта са додатком смеше белог фосфора или цирконијума у експлозив у корелацији експлозива циклотола 70% и цирконијума 30%. Та бомбица је превасходно намењена да запали (због белог фосфора, напалма или цирконијума) нека техничка средства, као што су камиони, разна војна возила, шаторе, па и ако се баце у насељена места може огромну штету да проузрокује.
Основна верзија ЦБУ-87 дизајнирана је за бацање бомби из авиона на било којој висини и при било којој брзини авиона. То је врста слободнопадајуће бомбе која је прикачена за авион све док пилот авиона не нанишани неки од циљева и не да знак бомби да се откачи од авиона и крене према циљу. За разлику од вођене муниције или паметних бомби ова бомба једном бачена, не може више да се контролише или управља њоме. Оваква врста бомби се назива (глупе бомбе), због слободног пада бомбе, без даље контроле пилота на бомбу, док паметне (смарт) бомбе се називају оне којима може да се диригује, управља и наводи на циљ. Ову касетну бомбу могу носити различити типови савремених авиона. Дуга је 2,33 метра и има пречник од 41 центиметар и тешка је 450 kg. Цена је једном комаду бомбе је око 14.000 USD.

## Опис
Сваки систем ЦБУ-87 се састоји од тактичког муницијског диспензера СУУ-65/Б, и временских упаљача са 12 временских опција кашњења. У контејнеру има 202 подмуниције (или бомбица) означеним БЛУ-97 (Цомбинед Еффецтс Бомб) муниција са комбинованим ефектима. Свака бомба је у облику цилиндра жуте боје, дужине је 20 центиметара и пречника 6 центиметара.
БЛУ означава "активну бомбу" (БЛУ- Бомб Ливе Унит) а сама ознака "Б" у америчкој терминологији означавања се односи на потрошно оружје (муницију). Субпројектил БЛУ-97/Б је тако конструисан да има три разорне могућности (кумулативно; парчадно и запаљиво) и отуда потиче назив "комбиновано дејство". Кумулативно пуњење субпројектила БЛУ може да пробија оклоп, парчадно дејство да убије или рани живу силу у пречнику од 20 метара а запаљиви цирконијум изазива пожар. Овакве карактеристике цине БЛУ идеалним оружјем против широког спектра циљева на бојном пољу укључујући конвоје, лако оклопљене формације, стокове и складишта муниције и сл., авионе на стајанкама и друго. ЦБУ-87 се такође може опремити опционим сензором близине ФЗУ-39/Б са 10 избора надморске висине.
ЦБУ-87 је контејнер цилиндричног облика танких зидова, са полулоптастим врхом. Има реп са 4 крилца која кад су склопљена износе пола метра а отворена (кад се бомба одвоји од авиона) 1 метар. Напуњена са 202 субпројектила бомба има масу 430 кг. Субпројектили су цилиндричног облика налик конзерви, опремљени усмеравајућим падобраном. Пројектил има тежину 1,5 кг и дужину од 17 cm али се приликом избацивања из контејнера и активације продужи на око 21 cm. Бојева глава субпројектила износи 287 гр. експлозива Ц4 (70% циклотола и 30% цирконијума).
Пре одбацивања бомбе, пилот може да изабере између два начина за ослобађање подмуниције из бомбе - време или прилаз. У првом режиму, контејнер са подмуницијом се отвара након 0,63 с до 4,15 с након одбацивања, који се морају поставити још на земљу пре полетања авиона и то се може поставити у 12 различитих временских корака. У другом случају, контејнер се отвара на одређеној висини изнад земље, што му даје сензор висине ФЗУ-39/Б. Висина отвора бомбе се такође мора поставити на земљу пре полетања авиона и то се поставља на од 40 до 1400 м надморске висине.
Када се бомба испусти из авиона развијају се њене стабилизационе површине, због чега почиње да се окреће. Бомба се може подесити на 6 брзина ротације од 0 до 2500 обртаја / мин. Ротација служи и за усмерену стабилизацију пада, а центрифугална сила омогућује избацивање и дисперзија подмуниције. Након што се спусти на одређену висину, контејнер се отвара и подмуниција испада из контејнера. Свака бомба има прстен језичка на крају репа, они усмеравају уређај падобранчића да смањи брзину пада бомбе. Касетна ЦБУ-87 се може подесити тако да може обухватити мање или шире подручје дејства касетне бомбе у зависности од брзине центрифуге и надморске висине на којој се контејнер отвара, може да покрије подручје између 20 × 20 метара (мала висина отварања и мала брзина центрифуге), као и до 120 × 240 метара (када је велика висина отварања и велика брзина центрифуге окретања).
Произвођачи и Министарство одбране тврдили су да је стопа отказа за сваку бомбу око 5%. То би значило да од 202 бачена бомба, отприлике 10 неће експлодирати. То ипак у пракси није било тако, јер је много већи проценат неексплодираних касетних остајао на земљи. Дешавало се понегде да и око 30% има неексплодираних касетних. То је нарочито било изражено на аеродрому у Нишу где је огромна количина касетних лежала по писти буквално су биле на сваких пола метра што је било евидентно да је дошло до отказа много већег броја касетних него уобичајено.

## Тактички Муницијски Диспензер СУУ-65/Б
Пошто је горе већ једним делом објашњен рад диспензера, а овде доле испод ће бити још неких додатни ТТ податаци.
СУУ-65/Б је тактички муницијски диспензер који садржи уграђен временско-механички упаљач са електронском јединицом, а може да буде и са сензором даљинског дејства. Развијен је у САД. На задњем делу диспензера постављена су пераја-стабилизатори под одрђеним углом у односу на уздужну осу тела диспензера, тако да после одбацивања са авиона диспензер ротира и тако се разбацује субмуниција. Диспензер је маслинасте боје са жутом траком ширине 76 мм на предњем крају диспензера. На диспензеру су исписани идентификациони број, упозорења, серијски број, произвођач, као и садржај на одређеним местима и упутство за армирање.
Диспензер се састоји из три основна дела:
- -предње аеродинамичке капе,
- -тела
- -репног стабилизатора.

Предња аеродинамичка капа се састоји из три дела:
- дводелне облоге, упаљача и сензора удара или ФЗУ-39/Б[4] близинског сензора.
- Уграђен је временско-механички упаљач са електронском јединицом.
- Упаљач може бити опремљен са сензором близине, ФЗУ-39/Б[4] (који се закачи на врх помоћу три завртња), да омогући близинско дејство. Избор се врши помоћу прекидача за избор даљине у распону од 100-1000 м изнад нивоа тла.

Тело диспензера чини цилиндар са предњом и задњом плочом. Дводелна задња плоча има испусте на које се спаја стабилизатор. На цилиндру постоји и алуминијумско појачање са два челична уметка где се постављају ушке за подвешавање.
Оно је за тело закачено завртњевима са унутрашње стране. На тело су прчвршћене жице за армирање упаљача и извлачење стабилизатора.
Стабилизатор се састоји од тела направљеног од алуминијума и четири стабилизатора. Они се држе у затвореном положају траком за отпуштање, а отварају се помоћу четири опруге приликом извлачења жице за осигурање (после одбацивања бомбе са авиона).

## Коришћење касетних бомби ЦБУ-87 у конфликтима
1992-1995: У Босни и Херцеговини авиони НАТО-а су бацили 2 касетне бомбе ЦБУ-87 у једном дану.
1999: Југославију (коју су тада чиниле Србија са аутономном покрајином Косово и Црна Гора) су НАТО снаге САД, Уједињеног Краљевства и Холандије бациле 1.765 контејнера са 295.000 бомбица, од којих се процењује да 33 хиљаде није експлодирало и да заузимају површину од око 31 km², док је у 2008. години истраживање Норвешке народне помоћи (НПА) као и српског Центра за уклањање мина (СМАЦ) потврдило да је још остало контаминирано 290 области, које заузимају простор од 14,9 km². Врсте касетне муниције које су коришћене су: БЛУ-97, БЛ-755 (МК-1 и МК-4), МК-118 као и БЛУ-114Б која у себи има графитна влакна, која служе за прекид протока електричне енергије на централама или далеководима. Према подацима невладине организације Ландмине Ацтион скоро 8.500 касетне подмуниције је било бачено без циља и употребне сврхе. До сада евидентирани број жртава касетних бомби у Србији (погинулих и тешко повређених) је 191 особа (без Косова). Погинуло је 31 лице (16,2%), рањено је 160 лица (83,8%), а 62,5% жртава чине мушкарци и дечаци млађи од 19 година. Такође се оцењује да контаминиране површине чини искључиво обрадиво земљиште (поља, шуме, виногради...) као и да је 84% жртава од касетних бомби од укупног броја жртава утврђено у првој години после завршетка оружаних сукоба. Опасност од неексплодиране касетне муниције није равномерно распоређена на територији Србије. Овом опасношћу је погођено 28 месних заједница из 16 различитих општина. Укупно је овим проблемом погођено 12 од 30 округа Републике Србије (без процене опасности за подручје Косова и Метохије). У погођеним месним заједницама живи око 162.000 становника. Према садашњим проценама 88.000 становника живи у непосредној близини сумњиве површине, те се може сматрати да су изложени свакодневном ризику. У марту 2011. године, косовски центар за уклањање мина пријавио је 48 области које су контаминиране од неексплодиране касетне муниције и још шест сумњивих подручја. Према подацима Института Уједињених нација за разоружавање (УНИДИР), на пограничном простору са Албанијом, нарочито у региону Кукеша, као и у још неким деловима приграничног појаса пронађени су остаци касетних бомби. Неексплодирана подмуниција је на територији Албаније изазвала скоро 300 жртава, од којих је више од 40 смртних случајева. Највише жртава у појединачним нападима НАТО-а било је 7. и 12. маја 1999. године, када је на град Ниш бачено укупно 36 контејнера касетних бомби. Тада је убијено 15 особа, а више десетина је рањено (од тога 8 је тешко повређено), оштећено је 120 стамбених објеката, уништено је 47 путничких аутомобила а 15 аутомобила је оштећено. Касетне бомбе у Нишу су избацили холандски авиони Ф-16. Други велики инцидент у појединачним нападима са великим бројем жртава десио се 13. маја 1999. године, када су НАТО авиони са 8 касетних бомби погодили једну избегличку колону косовских Албанаца која се враћала својим кућама код села Кориса у близини града Призрена, а 65 km југозападно од Приштине. Том приликом је убијено преко 100 косовских Албанаца избеглица, већином жена, деце као и старијих и изнемоглих особа, а био је и велики број рањених. НАТО снаге су признале да су користиле касетне бомбе у овој акцији. Организација за људска права (Хуман Ригхтс Wатцх), је 13. маја 1999. године послала писмо генералном секретару НАТО-а Хавијеру Солани (шп. Francisco Javier Solana Madariaga), наглашавајући „озбиљну забринутост због тога што НАТО погађа цивиле, као и цивилне установе“, рачунајући болнице, електране, медијске установе и фабрике које нису везане за војну производњу.
2003-2006: У Ираку су САД и Велика Британија током 3 недеље ратних дејстава бациле око 13.000 касетних бомби, које садрже око 1,8 до 2 милиона бомбица. У једном инциденту 7. априла 2003. године НАТО снаге су гађале Багдад и много бомбица је остало неексплодирано при удару услед кога је дошло до великог броја жртава од касетних бомби. Касетне бомбе су пронађене на многим локацијама а један извештај из 2004. године нам говори да је главни ауто-пут између Кувајта и Басре био мета тешког напада касетним бомбама, а ова муниција интензивно је коришћена и око Басре, Насирииах као и на прилазним путевима Багдаду. Контаминирано је 2.200 локација дуж река Еуфрат и Тигар. Процењује се да је од 1991. године било између 5.500 и 8.000 жртава касетне муниције, укључујући и губитке који су се десили током напада, а четвртину жртава чине деца. Касетне бомбе које су коришћене у овим сукобима су: БЛУ-97, БЛУ-63 америчке производње, као и БЛ-755 Британске производње.

## Галерија слика
- Фотографија ЦБУ-87/Б
- Касетна подмуниција (Бомбица) БЛУ-97, коју носи овај систем ЦБУ-87
- ЦБУ-87
- Снимак авиона Ф-16Ц како избацује касетну бомбу